# Osoba wykonująca zawód medyczny
Osoby wykonujące zawód medyczny – osoba, która na podstawie odrębnych przepisów uprawniona jest do udzielania świadczeń zdrowotnych lub osoba legitymująca się posiadaniem fachowych kwalifikacji do udzielania świadczeń zdrowotnych w określonej dziedzinie medycyny.
Do osób uprawnionych do udzielania świadczeń zdrowotnych na podstawie odrębnych przepisów zalicza się lekarzy, lekarzy dentystów, fizjoterapeutów, pielęgniarki, położne, ratowników medycznych, farmaceutów, diagnostów laboratoryjnych i felczerów, natomiast zakwalifikowanie do drugiej grupy osób wykonujących zawód medyczny uzależniono od posiadania fachowych kwalifikacji.